# Зубейки
Зубейки — село в Україні, у Львівському районі Львівської області. Кількість зареєстрованого населення становить понад 500 осіб станом на 2025 рік. станом ра Орган місцевого самоврядування — Добросинсько-Магерівська сільська рада.

## Назва
У 1993 р. село отримало свою нинішню назву.

## Історія
Село Зубейки раніше входило до складу села Погарисько.

## Видатні особистості
- Яцун Назарій Андрійович (1998 - 01.03.2024) - солдат ЗСУ, загинув в райні с-ща Білогорівка, Сєвєродонецького району, Луганської області. Поховали захисника 12.04.2024 на кладовищі в с. Зубейки.